# 張家祝
張家祝（1950年6月25日—），籍貫中華民國遼寧省金縣，曾任中華民國交通部常務次長，交通大學的交通運輸研究所所長，交通部運輸研究所所長，中華郵政董事長。陳水扁總統執政時辭官退休，後曾任中華大學校長。馬英九當選總統後，又出任中鋼董事長，接著任中華航空董事長。2013年2月18日至2014年8月15日擔任中華民國經濟部第30任部長。2016年5月17日，擔任中華開發金控董事長。

## 生平
張家祝於國立成功大學土木系取得學士學位，畢業後前往美國加州州立大學繼續深造，並於普渡大學獲得博士學位。1981年返回臺灣後曾在國立臺灣大學及國立交通大學交通運輸研究所任教，之後接掌交通部運輸研究所。1987年，在交通部運研所任內輔導當時未合法經營國道客運的遊覽車業者合法化成立統聯客運。
2005年，張家祝獲聘為中華大學校長，期間成立觀光學院，延攬前觀光局長蘇成田掌觀光學院。2008年辭去校長，任中國鋼鐵公司董事長。
2013年，時任中華航空董事長的張家祝被延攬進入江宜樺內閣，接替施顏祥成為第三十任中華民國經濟部部長。
2014年，張家祝說明在兩岸簽署服貿協議後，臺灣國內生產毛額（GDP）最多增加0.034%，即1.34億美元（約新台幣40億元）。但因另外編列新台幣900多億元預算，貼補受影響產業，被質疑弊大於利，並引發太陽花學運的抗爭。
2014年8月7日，因高雄氣爆事故，民進黨立委陳其邁要求經濟部負起責任，但據傳國民黨高層阻擾經濟部處理石化管線，張家祝因兩黨鬥爭感到心灰意冷，遂生辭意。在他請辭後迫使行政院決定無條件支持高雄十六億的重建預算。張家祝以書面請辭經濟部長一職，並在聲明中感慨台灣政治環境惡劣，在野人士杯葛、癱瘓各項政務，「國家前途極為堪憂」。
2014年10月，中華開發的開發金控及子公司開發工銀聘請張家祝擔任開發金控副董事長及開發工銀董事長。2016年5月17日，接任開發金控董事長，直到2022年9月26日卸任。